# تبرير ذاتي
يُصَف التبرير الذاتي عندما يواجه الشخص تنافرًا إدراكيًا أو موقفًا يتعارض فيه سلوك الشخص مع معتقداته، يميل هذا الشخص إلى تبرير السلوك ورفض أي تعليقات سلبية مرتبطة بالسلوك.

## التنافر المعرفي
تأتي الحاجة إلى تبرير أفعالنا وقراراتنا، خاصة تلك التي لا تتفق مع معتقداتنا، من شعور غير سار يسمى التنافر المعرفي. التنافر المعرفي هو حالة توتر تحدث عندما يحمل الشخص إدراكين غير متناسقين. على سبيل المثال، «التدخين سيقصّر حياتي، وأتمنى أن أعيش لأطول فترة ممكنة»، ومع ذلك «أُدخن ثلاث علب في اليوم».
التنافر مزعج في أي ظرف من الظروف، لكنه مؤلم بشكل خاص عندما يُهدَّد عنصر مهم مفهوم الذات. على سبيل المثال، إذا كان المدخن يعتبر نفسه شخصًا صحيًا، فسيؤدي ذلك إلى قدر أكبر من التنافر عمّا إذا كان يعتبر نفسه شخصًا غير صحي لأن الفعل المتنافر يتعارض بشكل مباشر مع صورته عن نفسه. في هذه الحالة، بدأ الأشخاص الذين حاولوا التوقف عن التدخين لكنهم فشلوا؛ في التفكير في أن التدخين ليس ضارًا كما كانوا يعتقدون.
يمكن أن ينتج التنافر عن فعل متعارض بمفهوم سلبي أو إيجابي. على سبيل المثال، أظهر أرونسون أن الطلاب الذين فشلوا مرات عديدة في مهمةٍ ما، أظهروا دليلًا على التنافر عندما نجحوا لاحقًا في نفس المهمة. حتى أنّ البعض غيّر إجابات صحيحة لتقديم صورة متسقة مع ذلك.
يجادل ستيل أن السبب الرئيسي للتنافر ليس بالضرورة نتيجة الفرق بين الأفعال والمعتقدات، وإنّما بسبب تحطّم الصورة الذاتية. من خلال عدم التصرف بما يتماشى مع معتقداته، قد يهدد الشخص سلامته. تتمثل إحدى طرق الحد من التنافر في إعادة تأكيد «جودته». أظهر الباحثون أن إعادة التأكيد هذه هي في الواقع أفضل في تقليل المشاعر المتنافرة إذا كانت في مجال غير ذي صلة بآخر ذي صلة. على سبيل المثال، إذا كان المدخن يعاني من التنافر لأنه يعلم أن التدخين ضار بصحته، فيمكنه أن يقلل من تنافره عبر تذكير نفسه بأنه شخص صديق للبيئة ويعمل بشكل جيد في الحد من بصمته الكربونية. بينما في حال أخبر نفسه أنّه شخص يتمتع بالصحة ويمارس التمارين بانتظام من المرجح أن يزيد من مشاعر التنافر. وكدعم لهذه الفكرة، يظهِر البحث أنه في المواقف ذات التهديد المنخفض، يكون الأشخاص أصحاب تقدير الذات المرتفع أقل احتمالية للانخراط في استراتيجيات التبرير الذاتي بالمقارنة بمن يمتلكون تقدير ذات منخفض. من المحتمل أن يكون لدى الأشخاص أصحاب تقدير الذات المرتفع أفكارٌ إيجابية عن أنفسهم تقلل من التنافر بنجاح. ومع ذلك، في المواقف الشديدة الخطورة، لا تكفي هذه الأفكار الإيجابية، ويشارك الناس أصحاب تقدير الذات المرتفع في استراتيجيات التبرير الذاتي.

## الاستراتيجيات
هناك استراتيجيتان للتبرير الذاتي: التبرير الذاتي الداخلي (آي إس) والتبرير الذاتي الخارجي (إي إس).
يشير التبرير الذاتي الداخلي إلى تغيير في الطريقة التي يُدرك فيها الناس أفعالهم. قد يكون تغييرًا في الموقف أو تقليلًا من العواقب السلبية أو إنكارًا لها. يساعد التبرير الذاتي الداخلي على جعل النتائج السلبية أكثر تحملاً وعادة ما ينجم عن التنافر الممتع. على سبيل المثال، قد يخبر المدخن نفسه أن التدخين ليس بهذا السوء على صحته.
يشير التبرير الذاتي الخارجي إلى استخدام الأعذار الخارجية لتبرير تصرفات الشخص. يمكن أن تكون الأعذار إزاحةً للمسؤولية الشخصية أو غياب القدرة على ضبط النفس أو الضغوط الاجتماعية. يهدف التبرير الذاتي الخارجي إلى التقليل من مسؤولية الفرد تجاه سلوك ما وعادة ما ينشأ عن التنافر الأخلاقي. على سبيل المثال، قد يقول المدخن إنه يدخن اجتماعيًا فقط ولأن الآخرين يتوقعون منه ذلك.

## التبرير غير الكافي
إذا كان لدى الناس الكثير من المبررات الخارجية لأعمالهم، فلا يحدث التنافر المعرفي، وبالتالي من غير المرجح أن يحدث تغيير في موقفهم. من ناحية أخرى، عندما لا يجد الناس مبررًا خارجيًا لسلوكهم، يجب عليهم محاولة العثور على مبررات داخلية -فهم يقللون من التنافر عن طريق تغيير مواقفهم أو سلوكياتهم.
نظرية التبرير غير الكافي لها العديد من التطبيقات في التعليم وتربية الأطفال. توضح دراسة أجراها أرونسون وكارلسميث نتائج المكافآت الخارجية في الصف الدراسي. أخبروا أحد الصفوف الدراسية المليئة بالطلاب عدم اللعب بلعبة جذابة، مهددين نصفهم بعقوبة معتدلة والنصف الآخر بعقوبة شديدة في حال لعبوا بها، ثم غادروا الغرفة. لم يلعب أي من الأطفال باللعبة. عندما عاد الباحثون، طلبوا من الأطفال تقييم جاذبية اللعبة. أولئك الذين تعرضوا للتهديد بعقوبة شديدة صنّفوها على أنها جذابة للغاية؛ كان لدى هؤلاء الأطفال تبرير خارجي كبير لعدم اللعب باللعبة، وبالتالي لم تتغير مواقفهم. ومع ذلك، فإن أولئك الذين تعرضوا للتهديد بعقوبة خفيفة فقط صنّفوا اللعبة على أنها أقل جاذبية؛ فدون وجود تبرير خارجي كبير لعدم اللعب باللعبة، كان عليهم إنشاء مبررات داخلية لتقليل تنافرهم.
يمكن أن تكون هذه الدراسة مفيدة للغاية للآباء الذين يستخدمون العقاب للمساعدة في تعليم أطفالهم قيمًا جيدة. كلما كانت العقوبة أكثر اعتدالاً، يجب على الأطفال أن يطوروا مبررات داخلية للتصرف بشكل جيد. وبالمثل، إذا أراد المعلمون من الأطفال استيعاب دروسهم وتطوير حبهم للتعلم، فيجب عليهم مساعدة الأطفال على إيجاد مبررات داخلية لأداء واجباتهم المدرسية، وتقليل المكافآت الخارجية إلى الحد الأدنى.
فيما يتعلق بذلك، فإن تحريض النفاق -وهو شكل من أشكال التبرير الداخلي القوي لتغيير المواقف والسلوكيات- قد استخدم في العقود الأخيرة لمنع انتشار «إتش آي في» أو فيروس نقص المناعة المكتسبة / الإيدز. تحريض النفاق هو إثارة التنافر من خلال جعل الأفراد يدلون بتصريحات لا تتماشى مع معتقداتهم، ثم لفت الانتباه إلى التناقضات بين ما دعوا إليه وسلوكياتهم الخاصة، بهدف دفع الأفراد إلى سلوكيات أكثر مسؤولية. في عام 1991، طلب آرونسون وزملاؤه من مجموعتين من طلاب الجامعات إعداد خطاب يصف مخاطر الـ إتش آي في / الإيدز والدعوة إلى استخدام الواقي الذكري أثناء كل جماع جنسي. قامت مجموعة منهم بتشكيل حججٍ فقط. سجلت المجموعة الأخرى أيضًا حججهم أمام كاميرا فيديو وقيل لهم إنّه ستشاهدها قاعة من طلاب المرحلة الدراسية الثانوية. بالإضافة إلى ذلك، جُعل نصف الطلاب في كل مجموعة مدركين لفشل سلوكهم في استخدام الواقي الذكري. وجد الباحثون أن الطلاب الذين قاموا بتصوير الفيديو وفكروا في سلوكياتهم -كان لديهم أعلى مستوى من التبرير الداخلي وبالتالي أعلى حالة تنافر- كانوا أكثر احتمالية لشراء الواقي الذكري بعد ذلك من الطلاب في أي مجموعة أخرى. أولئك الذين قاموا بإجراء واحد فقط، مثل تكوين الحجج بشكل مكتوب، كانوا أكثر سهولة في عزو ما كانوا يفعلونه إلى التبرير الخارجي (أي أنا أفعل هذا لأن الباحث أخبرني بذلك). علاوة على ذلك، وجدوا أن هذه النتائج كانت ثابتة حتى بعد عدة أشهر من انتهاء الدراسة.